# Heime
Heime, auch Heimir, Heimo oder Hama, ist eine Sagenfigur des deutschen Hoch- und Spätmittelalters. Er ist der Sohn des Pferdezüchters Studas und ein Geselle Dietrichs von Bern. Neben seiner Rolle innerhalb der Dietrichepik wird Heime auch mit der Figur des Hama im angelsächsischen Heldengedicht Beowulf gleichgesetzt. Außerdem könnte er an der Riesen-Episode in Waldere beteiligt gewesen sein, da Wittich in der Thidrekssaga auf eine ähnliche Situation anspielt.

## Heime in der Dietrichepik

### Thidrekssaga
In der Thidrekssaga wird erzählt, wie Heime mit seinem Hengst Rispe und seinem Schwert Blutgang nach Bern reitet, um dort Dietrich von Bern zum Zweikampf herauszufordern. Letztlich muss sich Heime geschlagen geben und wird in Dietrichs Gefolge aufgenommen. Als aber eines Tages Hildebrand, Heime und ein paar weitere Ritter durch einen Forst reiten, treffen sie auf Wittich, welcher sich ihnen anschließt, um nach Bern zu gelangen. Unterwegs treffen sie auf einen Trupp Banditen, die Wittich ohne Zögern angreift. Heime weigert sich, an dem Kampf teilzunehmen, weshalb er von Dietrich verbannt wird. Außerdem muss Heime das Schwert Nagelring zurückgeben, das er von Dietrich erhalten hatte. In der Verbannung wird Heime zunächst zum Räuber, kann später aber von Thetleif besiegt werden und kehrt nach Bern zurück.
Im Kampf gegen Osantrix von Wilzenland nutzt Heime die Gelegenheit, dem ohnmächtigen Wittich das Schwert Mimung abzunehmen, da er ihn für tot hält. Tatsächlich gerät Wittich aber nur in Gefangenschaft und kehrt schließlich wohlbehalten zurück. Wittich wirft Heime den Diebstahl von Mimung vor und es kommt zum Streit.
Als Ermanarich in Abwesenheit seines Ratgebers Sibich dessen Frau schändet, rächt sich der betrogene Ehemann mit einer Reihe von Intrigen. Unter anderem stachelt er den Kaiser zum Krieg gegen Dietrich von Bern an. Heime, der inzwischen als „Überläufer wider Willen“ in Ermanarichs Diensten steht, protestiert gegen die Kriegserklärung, wird aber nicht beachtet und zieht sich schließlich aus Ermanarichs Diensten zurück. 

### Alpharts Tod
Das im 13. Jahrhundert entstandene Epos Alpharts Tod erzählt, wie der junge Held Alphart von Heime und Wittich ermordet wird. Die erhaltene Textfassung beginnt damit, dass sich Heime widerwillig bereit erklärt, eine Kriegserklärung von Ermanarich an seinen Neffen Dietrich von Bern zu überbringen. Letzterer befragt Heime nach Ermanarichs Motiven, doch der Bote kann (oder will) keine Auskunft geben und beruft sich auf die Treue, die er seinem Dienstgeber schuldet. Es wird deutlich, dass Dietrich dieses Dienstverhältnis einmal gebilligt hatte und er gewährt Heime freies Geleit. Dieser erklärt, dass er (ebenso wie Wittich) zwar für den Kaiser, nicht aber gegen Dietrich persönlich kämpfen würde. 
Zurück im Lager versucht Heime, den Krieg zu verhindern, indem er Ermanarich mit ethischen und strategischen Bedenken konfrontiert: Zum einen sei es „unfruntlich“, Krieg gegen den eigenen Neffen zu führen und zum anderen sei Dietrich ein gefährlicher Gegner. Ermanarich reagiert auf die Warnung, indem er Herzog Wolfing mit 80 Mann vorausschickt, um die Lage zu erkunden. Die Kundschafter treffen auf Alphart, der fest entschlossen ist, sich als Held zu bewähren und in einer Reihe von Zweikämpfen Wolfing und 72 weitere Männer erschlägt. Die übrigen acht kehren zu Ermanarich zurück, um ihm von der Niederlage zu berichten. Dieser beauftragt Wittich als neuen Kundschafter, doch auch dieser wird von Alphart bewusstlos geschlagen. Heime, der Wittich unbemerkt gefolgt ist, greift ein und versucht, mit Alphart zu verhandeln. Dieser zeigt sich jedoch unnachgiebig und will auch seine Identität nicht verraten. Schließlich wird Heime von Wittich überredet, seine ritterliche Ehre zu verletzen und Alphart von hinten niederzuschlagen, damit Wittich den unbekannten Helden grausam töten kann. 
Nach einem vergeblichen Versuch von Ermanarich, Dietrichs Ersatzheer aufzuhalten, kommt es vor Bern zu einer Schlacht, aus der sich Heime (ebenso wie Wittich, Ermanarich und der böse Ratgeber Sibich) frühzeitig zurückzieht. Dietrichs Suche nach den Verrätern bleibt ergebnislos.
Heime tritt in Alpharts Tod als verräterische Spiegelfigur zu Dietrichs getreuem Gefolge auf, die im Gegensatz zu Wittichs kaltblütigem Kalkül als feiger Opportunist gezeichnet wird. Heimes Rolle als Ermanarichs Bote unterscheidet sich von den Überlieferungen in der Thidrekssaga und in Dietrichs Flucht, wo jeweils andere Figuren diese Aufgabe übernehmen.

### Virginal
In der Virginal taucht Heime gemeinsam mit Wittich als Retter Dietrichs von Bern auf, der von Riesen in der Burg Muter eingekerkert wurde. Die Episode scheint im Kontext einer Erzähltradition zu stehen, die neben der Virginal auch in der Thidrekssaga und in Waldere angedeutet wird.